# Ибн Юнус (лунный кратер)
Кратер Ибн Юнус (лат. Ibn Yunus) — останки крупного ударного кратера в северной части Моря Краевого на обратной стороне Луны. Название присвоено в честь арабского астронома Абу-л-Хасана Ибн Юниса (950—1009) и утверждено Международным астрономическим союзом в 1970 г. 

## Описание кратера

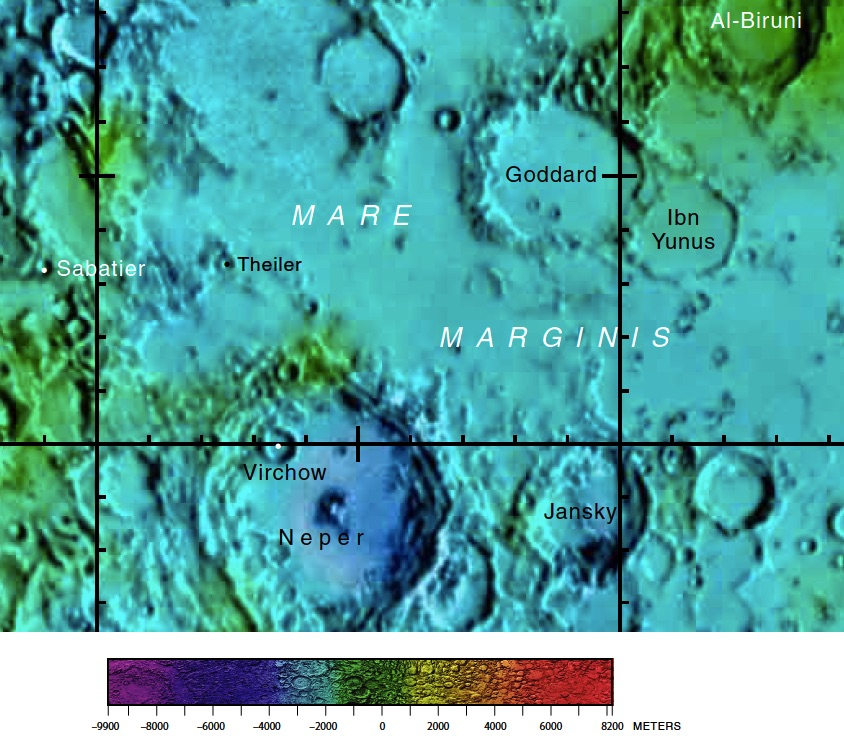
Окрестности кратера Ибн Юнус. Фрагмент карты Луны.

Ближайшими соседями кратера являются кратер Годдард примыкающий к северо-западной части кратера Ибн Юнус; кратер Аль-Бируни на севере; кратер Гинцель на востоке; кратер Дрейер на юго-востоке, кратер Янский на юге и кратер Непер на юго-западе. На юге от кратера Ибн Юнус располагается Море Смита. Селенографические координаты центра кратера 14°08′ с. ш. 91°08′ в. д. / 14,14° с. ш. 91,14° в. д., диаметр 59,7 км.
Останки кратера Ибн Юнус имеют форму подковы с открытой частью на юго-западе. В северной части остатков вала также имеется широкий разрыв.  На юго-востоке вблизи от вала располагается приметный маленький кратер. Чаша кратера заполнена лавой при образовании Моря Краевого, имеет низкое альбедо и испещрена множеством мелких кратеров. В северной части чаши имеется светлая полоса, являющаяся частью безымянной структуры с высоким альбедо в данном лунном море.
Несмотря на расположение на обратной стороне Луны при благоприятной либрации и хороших условиях освещения кратер доступен для наблюдения с Земли.

## Сателлитные кратеры
Отсутствуют.

## См.также
- Список кратеров на Луне
- Лунный кратер
- Морфологический каталог кратеров Луны
- Планетная номенклатура
- Селенография
- Минералогия Луны
- Геология Луны
- Поздняя тяжёлая бомбардировка